# Steven Alzate
Steven Alzate (ur. 8 września 1998 w Londynie) – kolumbijski piłkarz z obywatelstwem brytyjskim występujący na pozycji środkowego pomocnika w belgijskim klubie Standard Liège oraz w reprezentacji Kolumbii. Wychowanek Leyton Orient, w trakcie swojej kariery grał także w Brighton & Hove Albion i Swindon Town.